# عاموس یادلین

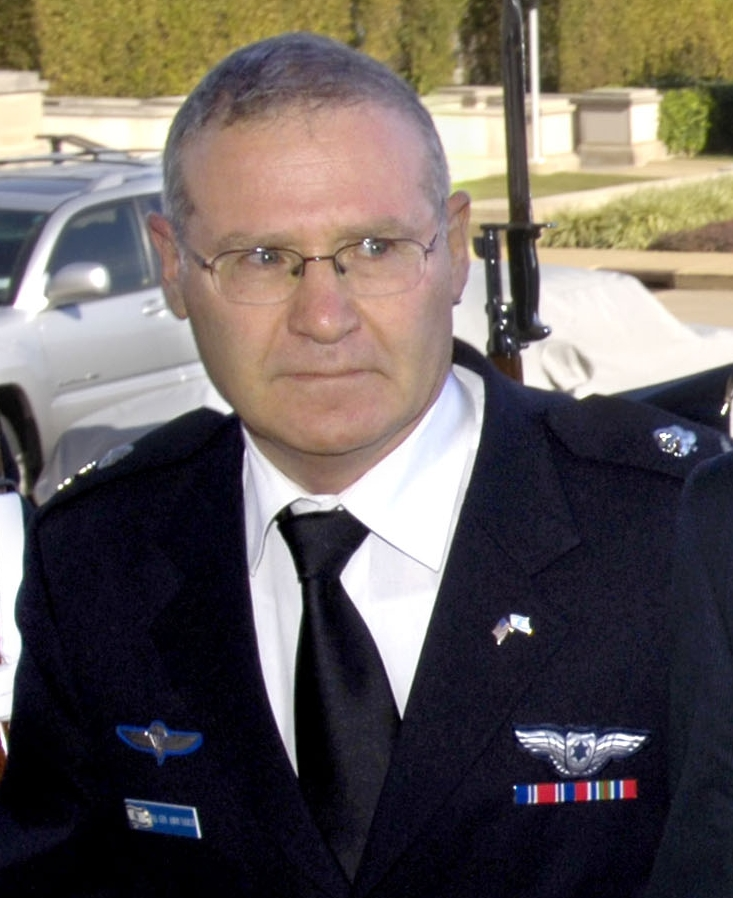
سرلشکر عاموس یادلین، نظامی اسرائیلی - ۲۰۰۵

آلوف (سرلشکر، رز) عاموس یادلین (عبری: עמוס ידלין‎؛ متولد ۲۰ نوامبر ۱۹۵۱) ژنرال سابق نیروی هوایی اسرائیل (IAF)، وابسته نظامی نیروهای دفاع اسرائیل در واشینگتن دی سی و رئیس اداره اطلاعات نظامی ارتش اسرائیل (امان) بود.

## زندگی‌نامه
عاموس یادلین در کیبوتس هاتزریم از ادا و آهارون یادلین متولد شد. در سال ۱۹۷۰، وی به خدمت نیروی هوایی اسرائیل درآمد. یادلین لیسانس اقتصاد و مدیریت بازرگانی را در دانشگاه بن گوریون از نگب گرفت. وی مدرک کارشناسی ارشد مدیریت دولتی را از مدرسه حکومتی جان اف کندی، دانشگاه هاروارد دریافت کرد.

## سوابق نظامی
یادلین پس از احراز صلاحیت خلبانی جنگنده، به اسکادران ۱۰۲ "Flying Tiger" پیوست، و در طول جنگ یوم کیپور خلبان هواپیمای ای-۴ بود. در اوایل دهه ۱۹۸۰، یادلین در میان اولین گروه خلبانان اسرائیلی بود که با جنگنده F-16 پرواز می‌کرد و در میان هشت خلبان انتخاب شده برای انجام عملیات اپرا علیه راکتور هسته ای اوزیراک عراق در ژوئن ۱۹۸۱ بود. یک سال بعد، یادلین در عملیات صلح برای جلیل شرکت کرد. در کل او حدود ۵۰۰۰ ساعت پرواز را داشت و بیش از ۲۵۰ مأموریت رزمی را انجام داده بود. یادلین فرماندهی دو اسکادران جنگنده (۱۱۶ و ۱۰۶)، دو پایگاه نیروی هوایی اسرائیل (نواتیم و هاتزریم) و بین سالهای ۱۹۹۰ و ۱۹۹۳ ریاست بخش برنامه‌ریزی IAF را بر عهده داشت. وی سپس به عنوان معاون فرمانده IAF خدمت کرد.
در فوریه ۲۰۰۲، به یادلین درجه سرلشکری اعطا شد و به عنوان فرمانده دانشکده‌های نظامی و کالج دفاع ملی ارتش اسرائیل منصوب شد. وی بین سالهای ۲۰۰۴ و ۲۰۰۶ به عنوان وابسته نظامی اسرائیل به ایالات متحده خدمت کرد. پس از بازگشت به اسرائیل، یادلین به عنوان رئیس امان، اداره اطلاعات نظامی ارتش اسرائیل منصوب شد.

## پس از بازنشستگی
یادلین پس از بازنشستگی از ارتش اسرائیل در نوامبر ۲۰۱۰، به موسسه سیاست خاور نزدیک واشینگتن در زمینه امنیت ملی اسرائیل پیوست. در نوامبر ۲۰۱۱، وی به عنوان مدیر مؤسسه مطالعات امنیت ملی دانشگاه تل آویو منصوب شد.
مواضع عمومی یادلین در مورد برنامه هسته‌ای ایران برخلاف نخست‌وزیر بنیامین نتانیاهو خواستار احتیاط و صبر است. وی به‌طور آزمایشی از توافق موقت ژنو در نوامبر ۲۰۱۳ حمایت کرد.
یادلین طرفدار این است که چنانچه مذاکرات صلح با فلسطینیان نتواند منجر به توافق بشود، اسرائیل باید از ۸۵٪ کرانه باختری عقب‌نشینی یکجانبه کند. ارتش اسرائیل حضور خود را در دره ریفت اردن و در بلوک‌های اصلی استقرار و همچنین یک نوار زمین برای محافظت از فرودگاه بن گوریون در برابر حملات موشکی فلسطین حفظ خواهد کرد.
در ژانویه ۲۰۱۵، وی به عنوان نامزد خود برای وزارت دفاع، برای بیستمین دوره انتخابات پارلمانی به لیست اتحاد صهیونیست پیوست.

## آثار منتشر شده
- Yadlin, Amos (2004). "Ethical Dilemmas in Fighting Terrorism". Jerusalem center for public affairs. Archived from the original on June 8, 2011. Retrieved June 19, 2011.
- چهار تهدید استراتژیک در رادار اسرائیل | جلسه توجیهی ویژه آموس یدلین، رئیس اطلاعات سابق ارتش اسرائیل